# كريبتون (لغة برمجة)
كريبتون (KRYPTON) هي لغة برمجة مبنية على الإطار (frame-based).
نظام أساسيات هجين الأسباب : المعرفة ومستوى حسابات الرموزللكريبتون، R.J. Brachman et al., Proc IJCAI-85, 1985  نسخة محفوظة 7 مارس 2008 على موقع واي باك مشين..